# HD 157968
HD 157968，又名BD-12 4750，SAO 160553、HR 6496，是一颗恒星，视星等为6.21，位于銀經11.74，銀緯12.36，其B1900.0坐标为赤經17h 21m 25.3s，赤緯-12° 12.36′ 27″。